# Copa Libertadores da América de 1977
A Taça Libertadores da América de 1977 foi a 18.ª edição disputada ao longo da história. Após ter sido derrotado na final de 1963, o Boca Juniors da Argentina conquistou o título pela primeira vez. Seu adversário na final foi o Cruzeiro do Brasil, campeão da Taça Libertadores do ano anterior. O time argentino travou um duelo difícil contra o time mineiro. No jogo jogo de ida, em La Bombonera, com mais de 63.000 torcedores, o Boca Juniors venceu  por 1 a 0, gol de Veglio aos 4 minutos do primeiro tempo; no jogo de volta, no Mineirão, com quase 53.000 torcedores, o Cruzeiro venceu por 1 a 0, com gol de falta do lateral direito Nelinho aos 33 minutos do segundo tempo, ocasionando o jogo de desempate em campo neutro. No Estádio Centenário, em Montevideu, no Uruguai, com mais de 55 mil torcedores, os dois times empataram pelo placar de 0 a 0 no tempo normal e também na prorrogação, e a competição acabou sendo decidida pela primeira vez nos pênaltis. O clube mineiro reclamou muito da arbitragem neste último jogo, pois na primeira cobrança de penalidade, o jogador Mouzo do Boca Juniors, chutou a bola e acertou a trave direita, mas o árbitro espanhol Vicente Llobregat invalidou a cobrança, pois o goleiro Raul saiu antes do gol; novamente o jogador Mouzo chutou e marcou o primeiro gol. O goleiro argentino Hugo Gatti defendeu a última cobrança, do lateral esquerdo cruzeirense Vanderley e deu ao Boca seu primeiro título da Libertadores.

## Equipes classificadas
| País                               | Equipe                | Classificação                                                                  |
| ---------------------------------- | --------------------- | ------------------------------------------------------------------------------ |
| Argentina · (2 vagas)              | Boca Juniors          | Campeão do Campeonato Nacional e Metropolitano de 1976                         |
| Argentina · (2 vagas)              | River Plate           | Vice-Campeão do Campeonato Argentino de 1976                                   |
| Bolívia · (2 vagas)                | Bolívar               | Campeão do Campeonato Boliviano de 1976                                        |
| Bolívia · (2 vagas)                | Oriente Petrolero     | Vice-Campeão do Campeonato Boliviano de 1976                                   |
| Brasil · (2 vagas + atual Campeão) | Cruzeiro              | Campeão da Taça Libertadores de 1976                                           |
| Brasil · (2 vagas + atual Campeão) | Internacional         | Campeão do Campeonato Brasileiro de 1976                                       |
| Brasil · (2 vagas + atual Campeão) | Corinthians           | Vice-Campeão do Campeonato Brasileiro de 1976                                  |
| Chile · (2 vagas)                  | Everton               | Campeão do Campeonato Chileno de 1976                                          |
| Chile · (2 vagas)                  | Universidad de Chile  | Campeão da Mini-Liga Pré Libertadores de 1976                                  |
| Colômbia · (2 vagas)               | Atlético Nacional     | Campeão do Campeonato Colombiano de 1976                                       |
| Colômbia · (2 vagas)               | Deportivo Cali        | Vice-Campeão do Campeonato Colombiano de 1976                                  |
| Equador · (2 vagas)                | El Nacional           | Campeão do Campeonato Equatoriano de 1976                                      |
| Equador · (2 vagas)                | Deportivo Cuenca      | Vice-campeão do Campeonato Equatoriano de 1976                                 |
| Paraguai · (2 vagas)               | Libertad              | Campeão do Campeonato Paraguaio de 1976                                        |
| Paraguai · (2 vagas)               | Olímpia               | Vice-Campeão do Campeonato Paraguaio de 1976                                   |
| Peru · (2 vagas)                   | Union Huaral          | Campeão do Campeonato Peruano de 1976                                          |
| Peru · (2 vagas)                   | Sport Boys            | Vice-campeão do Campeonato Peruano de 1976                                     |
| Uruguai · (2 vagas)                | Defensor Sporting     | Campeão do Campeonato Uruguaio de 1976 e da Mini-Liga Pré-Libertadores de 1976 |
| Uruguai · (2 vagas)                | Peñarol               | Vice-campeão da Mini-Liga Pré-Libertadores 1976                                |
| Venezuela · (2 vagas)              | Portuguesa            | Campeão do Campeonato Venezuelano de 1976                                      |
| Venezuela · (2 vagas)              | Estudiantes de Mérida | Vice-Campeão do Campeonato Venezuelano de 1976                                 |

## Fase de grupos
O Cruzeiro do Brasil, campeão da Taça Libertadores da América de 1976, avançou direto para as semifinais.

### Grupo 1
| Time              | Pts | J | V | E | D | GP | GC | SG |
| ----------------- | --- | - | - | - | - | -- | -- | -- |
| Boca Juniors      | 10  | 6 | 4 | 2 | 0 | 5  | 0  | 5  |
| River Plate       | 6   | 6 | 1 | 4 | 1 | 5  | 5  | 0  |
| Defensor Sporting | 5   | 6 | 1 | 3 | 2 | 5  | 7  | -2 |
| Peñarol           | 3   | 6 | 1 | 1 | 4 | 7  | 10 | -3 |

| 9 de março, 1977  |     |                   |  |              |
| Boca Juniors      | 1–0 | River Plate       |  | Buenos Aires |
| 31 de março, 1977 |     |                   |  |              |
| Peñarol           | 0–2 | Defensor Sporting |  | Montevidéu   |
| 13 de abril, 1977 |     |                   |  |              |
| River Plate       | 2–1 | Peñarol           |  | Buenos Aires |
| 14 de abril, 1977 |     |                   |  |              |
| Defensor Sporting | 0–0 | Boca Juniors      |  | Montevidéu   |
| 20 de abril, 1977 |     |                   |  |              |
| Peñarol           | 0–1 | Boca Juniors      |  | Montevidéu   |
| 21 de abril, 1977 |     |                   |  |              |
| River Plate       | 1–1 | Defensor Sporting |  | Buenos Aires |
| 26 de abril, 1977 |     |                   |  |              |
| Peñarol           | 2–2 | River Plate       |  | Montevidéu   |
| 28 de abril, 1977 |     |                   |  |              |
| Boca Juniors      | 2–0 | Defensor Sporting |  | Buenos Aires |
| 11 de maio, 1977  |     |                   |  |              |
| Boca Juniors      | 1–0 | Peñarol           |  | Buenos Aires |
| 12 de maio, 1977  |     |                   |  |              |
| Defensor Sporting | 0–0 | River Plate       |  | Montevidéu   |
| 18 de maio, 1977  |     |                   |  |              |
| Defensor Sporting | 2–4 | Peñarol           |  | Montevidéu   |
| River Plate       | 0–0 | Boca Juniors      |  | Buenos Aires |

### Grupo 2
| Time              | Pts | J | V | E | D | GP | GC | SG |
| ----------------- | --- | - | - | - | - | -- | -- | -- |
| Deportivo Cali    | 8   | 6 | 4 | 0 | 2 | 12 | 5  | 7  |
| Bolívar           | 7   | 6 | 3 | 1 | 2 | 7  | 4  | 3  |
| Oriente Petrolero | 5   | 6 | 2 | 1 | 3 | 6  | 7  | -1 |
| Atlético Nacional | 4   | 6 | 2 | 0 | 4 | 5  | 14 | -9 |

| 24 de abril, 1977 |     |                   |  |            |
| Bolívar           | 1–0 | Oriente Petrolero |  | La Paz     |
| 27 de abril, 1977 |     |                   |  |            |
| Atlético Nacional | 0–3 | Deportivo Cali    |  | Medellín   |
| 4 de maio, 1977   |     |                   |  |            |
| Bolívar           | 3–0 | Deportivo Cali    |  | La Paz     |
| Oriente Petrolero | 4–0 | Atlético Nacional |  | Santa Cruz |
| 8 de maio, 1977   |     |                   |  |            |
| Bolívar           | 3–0 | Atlético Nacional |  | La Paz     |
| Oriente Petrolero | 1–0 | Deportivo Cali    |  | Santa Cruz |
| 15 de maio, 1977  |     |                   |  |            |
| Deportivo Cali    | 3–1 | Atlético Nacional |  | Cali       |
| Oriente Petrolero | 0–0 | Bolívar           |  | Santa Cruz |
| 19 de maio, 1977  |     |                   |  |            |
| Deportivo Cali    | 3–0 | Bolívar           |  | Cali       |
| Atlético Nacional | 3–1 | Oriente Petrolero |  | Medellín   |
| 22 de maio, 1977  |     |                   |  |            |
| Deportivo Cali    | 3–0 | Oriente Petrolero |  | Cali       |
| Atlético Nacional | 1–0 | Bolívar           |  | Medellín   |

### Grupo 3
| Time             | Pts | J | V | E | D | GP | GC | SG |
| ---------------- | --- | - | - | - | - | -- | -- | -- |
| Internacional    | 9   | 6 | 4 | 1 | 1 | 9  | 4  | 5  |
| El Nacional      | 7   | 6 | 3 | 1 | 2 | 6  | 6  | 0  |
| Corinthians      | 5   | 6 | 2 | 1 | 3 | 10 | 6  | 4  |
| Deportivo Cuenca | 3   | 6 | 1 | 1 | 4 | 3  | 12 | -9 |

| 3 de abril, 1977  |     |                  |  |              |
| El Nacional       | 0–0 | Deportivo Cuenca |  | Quito        |
| Corinthians       | 1–1 | Internacional    |  | São Paulo    |
| 10 de abril, 1977 |     |                  |  |              |
| El Nacional       | 2–1 | Corinthians      |  | Quito        |
| 10 de abril, 1977 |     |                  |  |              |
| Deportivo Cuenca  | 0–2 | Internacional    |  | Cuenca       |
| 13 de abril, 1977 |     |                  |  |              |
| Deportivo Cuenca  | 2–1 | Corinthians      |  | Cuenca       |
| El Nacional       | 2–0 | Internacional    |  | Quito        |
| 24 de abril, 1977 |     |                  |  |              |
| Deportivo Cuenca  | 0–2 | El Nacional      |  | Cuenca       |
| Internacional     | 1–0 | Corinthians      |  | Porto Alegre |
| 30 de abril, 1977 |     |                  |  |              |
| Corinthians       | 3–0 | El Nacional      |  | São Paulo    |
| 1 de maio, 1977   |     |                  |  |              |
| Internacional     | 3–1 | Deportivo Cuenca |  | Porto Alegre |
| 4 de maio, 1977   |     |                  |  |              |
| Corinthians       | 4–0 | Deportivo Cuenca |  | São Paulo    |
| 5 de maio, 1977   |     |                  |  |              |
| Internacional     | 2–0 | El Nacional      |  | Porto Alegre |

### Grupo 4
| Time                 | Pts | J | V | E | D | GP | GC | SG |
| -------------------- | --- | - | - | - | - | -- | -- | -- |
| Libertad             | 8   | 6 | 3 | 2 | 1 | 10 | 5  | 5  |
| Universidad de Chile | 6   | 6 | 3 | 0 | 3 | 3  | 6  | -3 |
| Everton              | 5   | 6 | 2 | 1 | 3 | 7  | 8  | -1 |
| Olímpia              | 5   | 6 | 1 | 3 | 2 | 5  | 6  | -1 |

| 1 de abril, 1977     |     |                      |  |              |
| Everton              | 2–0 | Universidad de Chile |  | Viña del Mar |
| Libertad             | 2–2 | Olímpia              |  | Assunção     |
| 6 de abril, 1977     |     |                      |  |              |
| Universidad de Chile | 1–0 | Libertad             |  | Santiago     |
| 9 de abril, 1977     |     |                      |  |              |
| Universidad de Chile | 1–0 | Olímpia              |  | Santiago     |
| 10 de abril, 1977    |     |                      |  |              |
| Everton              | 1–3 | Libertad             |  | Viña del Mar |
| 14 de abril, 1977    |     |                      |  |              |
| Everton              | 1–0 | Olímpia              |  | Viña del Mar |
| 20 de abril, 1977    |     |                      |  |              |
| Universidad de Chile | 1–0 | Everton              |  | Santiago     |
| Olímpia              | 0–0 | Libertad             |  | Assunção     |
| 26 de abril, 1977    |     |                      |  |              |
| Libertad             | 3–0 | Universidad de Chile |  | Assunção     |
| 29 de abril, 1977    |     |                      |  |              |
| Olímpia              | 1–0 | Universidad de Chile |  | Assunção     |
| 3 de maio, 1977      |     |                      |  |              |
| Olímpia              | 2–2 | Everton              |  | Assunção     |
| 6 de maio, 1977      |     |                      |  |              |
| Libertad             | 2–1 | Everton              |  | Assunção     |

### Grupo 5
| Time                  | Pts | J | V | E | D | GP | GC | SG |
| --------------------- | --- | - | - | - | - | -- | -- | -- |
| Portuguesa            | 10  | 6 | 4 | 2 | 0 | 10 | 2  | 8  |
| Unión Huaral          | 6   | 6 | 2 | 2 | 2 | 5  | 6  | -1 |
| Estudiantes de Mérida | 6   | 6 | 3 | 0 | 3 | 6  | 8  | -2 |
| Sport Boys            | 2   | 6 | 0 | 2 | 4 | 3  | 8  | -5 |

| 6 de abril, 1977      |     |                       |  |          |
| Unión Huaral          | 1–0 | Sport Boys            |  | Lima     |
| 10 de abril, 1977     |     |                       |  |          |
| Estudiantes de Mérida | 0–2 | Portuguesa            |  | Mérida   |
| 3 de maio, 1977       |     |                       |  |          |
| Unión Huaral          | 1–1 | Portuguesa            |  | Lima     |
| 6 de maio, 1977       |     |                       |  |          |
| Sport Boys            | 1–2 | Portuguesa            |  | Lima     |
| 10 de maio, 1977      |     |                       |  |          |
| Estudiantes de Mérida | 1–0 | Unión Huaral          |  | Mérida   |
| 13 de maio, 1977      |     |                       |  |          |
| Portuguesa            | 2–0 | Unión Huaral          |  | Acarigua |
| 17 de maio, 1977      |     |                       |  |          |
| Sport Boys            | 1–3 | Estudiantes de Mérida |  | Lima     |
| 20 de maio, 1977      |     |                       |  |          |
| Unión Huaral          | 2–1 | Estudiantes de Mérida |  | Lima     |
| 24 de maio, 1977      |     |                       |  |          |
| Portuguesa            | 0–0 | Sport Boys            |  | Acarigua |
| 27 de maio, 1977      |     |                       |  |          |
| Estudiantes de Mérida | 1–0 | Sport Boys            |  | Mérida   |
| 2 de junho, 1977      |     |                       |  |          |
| Portuguesa            | 3–0 | Estudiantes de Mérida |  | Acarigua |
| Sport Boys            | 1–1 | Unión Huaral          |  | Lima     |

## Semifinais

### Grupo A
| Time           | Pts | J | V | E | D | GP | GC | SG |
| -------------- | --- | - | - | - | - | -- | -- | -- |
| Boca Juniors   | 6   | 4 | 2 | 2 | 0 | 4  | 2  | +2 |
| Deportivo Cali | 3   | 4 | 0 | 3 | 1 | 3  | 4  | -1 |
| Libertad       | 3   | 4 | 1 | 1 | 2 | 2  | 3  | -1 |

| 14 de julho, 1977  |     |                |  |              |
| Boca Juniors       | 1–0 | Libertad       |  | Buenos Aires |
| 20 de julho, 1977  |     |                |  |              |
| Libertad           | 0–1 | Boca Juniors   |  | Assunção     |
| 27 de julho, 1977  |     |                |  |              |
| Deportivo Cali     | 0–0 | Libertad       |  | Cali         |
| 3 de agosto, 1977  |     |                |  |              |
| Deportivo Cali     | 1–1 | Boca Juniors   |  | Cali         |
| 10 de agosto, 1977 |     |                |  |              |
| Libertad           | 2–1 | Deportivo Cali |  | Assunção     |
| 16 de agosto, 1977 |     |                |  |              |
| Boca Juniors       | 1–1 | Deportivo Cali |  | Buenos Aires |

### Grupo B
| Time          | Pts | J | V | E | D | GP | GC | SG |
| ------------- | --- | - | - | - | - | -- | -- | -- |
| Cruzeiro      | 7   | 4 | 3 | 1 | 0 | 7  | 1  | +6 |
| Internacional | 4   | 4 | 1 | 1 | 2 | 2  | 5  | -3 |
| Portuguesa    | 3   | 4 | 1 | 0 | 3 | 5  | 8  | -3 |

| 3 de julho, 1977  |     |               |  |                |
| Internacional     | 0–1 | Cruzeiro      |  | Porto Alegre   |
| 10 de julho, 1977 |     |               |  |                |
| Portuguesa        | 3–0 | Internacional |  | Acarigua       |
| 17 de julho, 1977 |     |               |  |                |
| Portuguesa        | 0–4 | Cruzeiro      |  | Acarigua       |
| 24 de julho, 1977 |     |               |  |                |
| Cruzeiro          | 0–0 | Internacional |  | Belo Horizonte |
| 27 de julho, 1977 |     |               |  |                |
| Internacional     | 2–1 | Portuguesa    |  | Porto Alegre   |
| 31 de julho, 1977 |     |               |  |                |
| Cruzeiro          | 2–1 | Portuguesa    |  | Belo Horizonte |

## Finais[4]
| Time         | Pts | J | V | E | D | GP | GC | SG |
| ------------ | --- | - | - | - | - | -- | -- | -- |
| Boca Juniors | 3   | 3 | 1 | 1 | 1 | 1  | 1  | 0  |
| Cruzeiro     | 3   | 3 | 1 | 1 | 1 | 1  | 1  | 0  |

Jogo de ida
| 6 de setembro de 1977 | Boca Juniors | 1 – 0 | Cruzeiro | La Bombonera, Buenos Aires                                                                  |
|                       | Veglio 4'    |       |          | Público: 63 500 Árbitro: Roque Cerullo Assistente 1: Juan Silvano Assistente 2: Edson Perez |

Boca Juniors: Gatti, Pernía, Sá (Tesare), Mouzo e Tarantini; Veglio, Suñé e Zanabria; Mastrángelo, Pavón (Bernabitti) e Felman. Técnico: Juan Carlos Lorenzo
Cruzeiro: Raúl, Nelinho, Darcy Menezes, Morais e Vanderley; Zé Carlos, Eduardo e Ely Carlos; Ely Mendes, Neca e Joãozinho. Técnico: Yustrich
Jogo de volta
| 11 de setembro de 1977 | Cruzeiro    | 1 – 0 | Boca Juniors | Mineirão, Belo Horizonte, Brasil                                                                           |
|                        | Nelinho 78' |       |              | Público: 52 842 pagantes Árbitro: César Orozco Assistente 1: Ramón Barreto Assistente 2: Vicente Llobregat |

Cruzeiro: Raúl, Nelinho, Morais, Darcy Menezes e Vanderley; Zé Carlos, Eduardo e Ely Carlos (Livio); Ely Mendes, Neca e Joãozinho. Técnico: Yustrich
Boca Juniors: Gatti, Pernía, Tesare, Mouzo e Tarantini; Ribolzi, Suñé e Zanabria; Mastrángelo, Veglio (Pavón) e Felman (Ortiz). Técnico: Juan Carlos Lorenzo
Jogo de desempate
| 14 de setembro de 1977 | Boca Juniors | 0 – 0 (pro) | Cruzeiro | Centenario, Montevidéu, Uruguai                                                                   |
|                        |              |             |          | Público: 55 821 Árbitro: Vicente Llobregat Assistente 1: Cesar Orozco Assistente 2: Ramón Barreto |

Boca Juniors: Gatti, Pernía, Tesare, Mouzo e Tarantini; J.J.Benitez (Ribolzi depois Pavón), Suñé e Zanabria; Mastrángelo, Veglio e Felman. Técnico: Juan Carlos Lorenzo
Cruzeiro: Raúl, Nelinho (Mariano), Morais, Darcy Menezes e Vanderley; Zé Carlos, Eduardo e Ely Carlos (Livio); Ely Mendes, Neca e Joãozinho. Técnico: Yustrich
|                                     |       | Penalidades                         |  |
| Mouzo Tesare Zanabria Pernía Felman | 5 – 4 | Menezes Neca Morais Livio Vanderlei |  |

| Taça da Libertadores de 1977     |
| -------------------------------- |
| BOCA JUNIORS Campeão (1º título) |

## Classificação Geral
| Pos | Times                 | P  | J  | V | E | D | GP | GC | SG | Resultado     |
| --- | --------------------- | -- | -- | - | - | - | -- | -- | -- | ------------- |
| 1   | Boca Juniors          | 19 | 13 | 7 | 5 | 1 | 10 | 3  | +7 | Campeão       |
| 2   | Cruzeiro              | 10 | 7  | 4 | 2 | 1 | 8  | 2  | +6 | Vice campeão  |
| 3   | Portuguesa            | 13 | 10 | 5 | 2 | 3 | 15 | 10 | +5 | Semifinal     |
| 4   | Internacional         | 13 | 10 | 5 | 2 | 3 | 11 | 9  | +3 | Semifinal     |
| 5   | Deportivo Cali        | 11 | 10 | 4 | 3 | 3 | 15 | 9  | +6 | Semifinal     |
| 6   | Libertad              | 11 | 10 | 4 | 3 | 3 | 12 | 8  | +4 | Semifinal     |
| 7   | Bolívar               | 7  | 6  | 3 | 1 | 2 | 7  | 4  | 3  | Primeira Fase |
| 8   | El Nacional           | 7  | 6  | 3 | 1 | 2 | 6  | 6  | 0  | Primeira Fase |
| 9   | River Plate           | 6  | 6  | 1 | 4 | 1 | 5  | 5  | 0  | Primeira Fase |
| 10  | Unión Huaral          | 6  | 6  | 2 | 2 | 2 | 5  | 6  | -1 | Primeira Fase |
| 11  | Estudiantes de Mérida | 6  | 6  | 3 | 0 | 3 | 6  | 8  | -2 | Primeira Fase |
| 12  | Universidad de Chile  | 6  | 6  | 3 | 0 | 3 | 3  | 6  | -3 | Primeira Fase |
| 13  | Corinthians           | 5  | 6  | 2 | 1 | 3 | 10 | 6  | 4  | Primeira Fase |
| 14  | Everton               | 5  | 6  | 2 | 1 | 3 | 7  | 8  | -1 | Primeira Fase |
| 15  | Oriente Petrolero     | 5  | 6  | 2 | 1 | 3 | 6  | 7  | -1 | Primeira Fase |
| 16  | Olímpia               | 5  | 6  | 1 | 3 | 2 | 5  | 6  | -1 | Primeira Fase |
| 17  | Defensor Sporting     | 5  | 6  | 1 | 3 | 2 | 5  | 7  | -2 | Primeira Fase |
| 18  | Atlético Nacional     | 4  | 6  | 2 | 0 | 4 | 5  | 14 | -9 | Primeira Fase |
| 19  | Peñarol               | 3  | 6  | 1 | 1 | 4 | 7  | 10 | -3 | Primeira Fase |
| 20  | Deportivo Cuenca      | 3  | 6  | 1 | 1 | 4 | 3  | 12 | -9 | Primeira Fase |
| 21  | Sport Boys            | 2  | 6  | 0 | 2 | 4 | 3  | 8  | -5 | Primeira Fase |